# Bruno Pederiva
Bruno Pederiva (Bolzano, 2 luglio 1959) è un arrampicatore, alpinista e scialpinista italiano.
È uno dei pionieri dell'arrampicata sportiva degli anni '70 e '80 in Italia. Prende parte alla prima ripetizione della via Attraverso il Pesce con Heinz, Manolo e Luisa sulla parete sud della Marmolada nel 1984. Tre anni dopo, nel 1987 esegue la prima Rotpunkt della stessa via a tiri alterni con Heinz Mariacher.

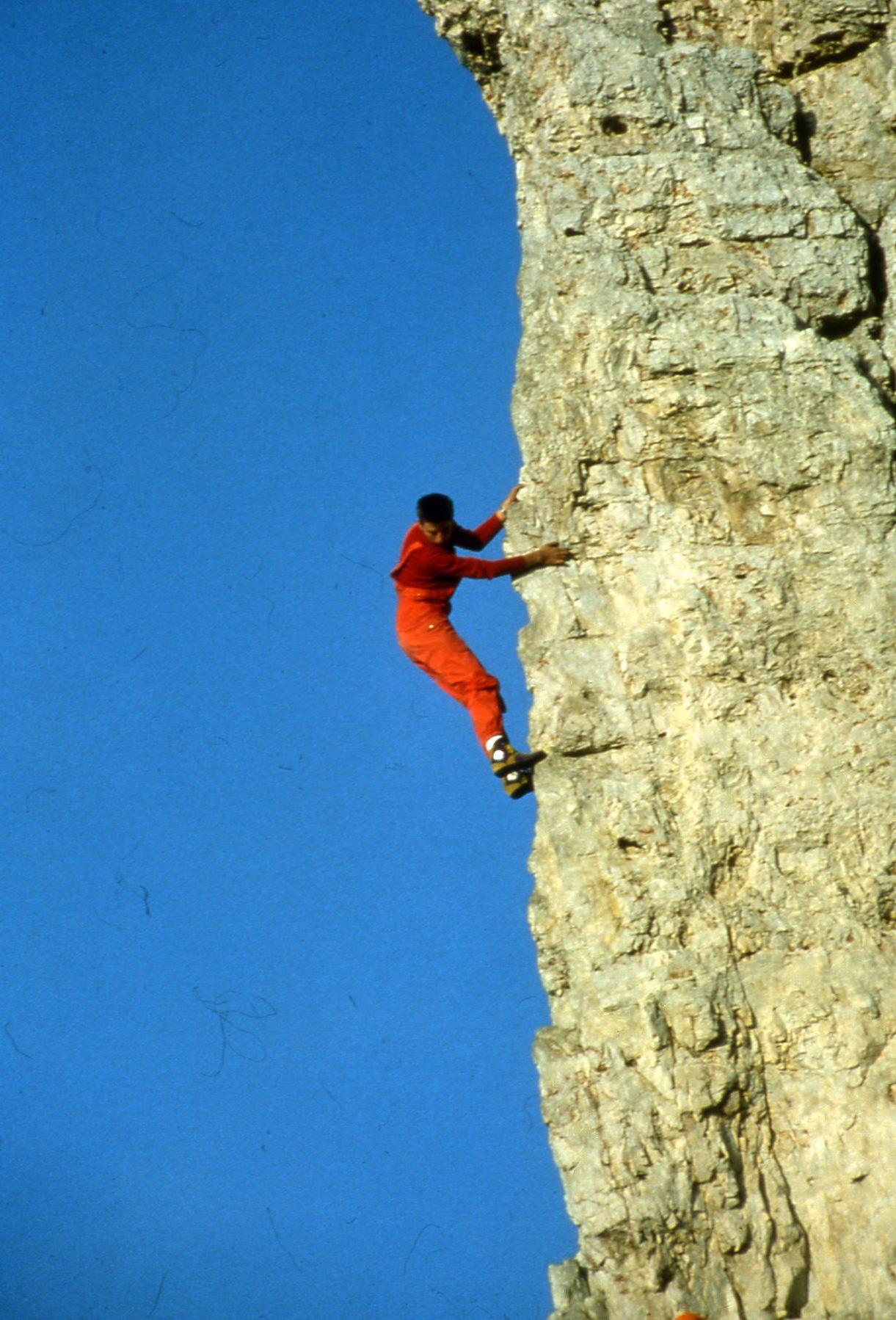
Bruno Pederiva in free solo sulla Delago - Torri del Vajolet

Bruno Pederiva arrampica in Val San Nicolò

## Biografia
Inizia a praticare l'arrampicata e l'alpinismo fin da giovane con il padre, cresce compiendo delle ripetizioni in freesolo nel gruppo del Catinaccio, come l'Eisenstecken alla Punta Emma e alla Parete Rossa-Roda di Vael, entrambe di grado sesto e sesto superiore (6°/6° sup.). 

Bruno Pederiva a destra, Manolo al centro, Luisa Iovane a sinistra e Heinz Mariacher in bivacco notturno nella famosa grotta del Pesce - 1984

A partire dal 1976 compie le prime discese di sci estremo con l’amico Toni Valeruz.  Fa parte del gruppo di scalatori che lancia l'arrampicata sportiva in Italia, assieme a Roberto Bassi, Manolo, Heinz Mariacher, Wolfgang Güllich e Luisa Iovane. In quegli stessi anni assieme ad Heinz Mariacher, chioda molte vie nella falesia della Val San Nicolò.
D’inverno a partire da inizio anni ‘80 compie diverse prime salite su cascate di ghiaccio in Val di Fassa e in Val Badia, spesso assieme all’amico Toni Valeruz. Il sodalizio con Toni Valeruz continua, nel 1982 scalano assieme la parete nord del Coston nel gruppo dell'Ortles, una via di ghiaccio e misto di 500 metri.
Parallelamente continua la pratica dello sci estremo: Gran Vernel, Ortles, e  nord est del Eiger.. Nel 1996 va in spedizione in Himalaya salendo sul Cho Oyu 8201 m s.l.m..
Negli anni continua la sua attività nell'arrampicata sportiva e nell’arrampicata classica in Dolomiti. Con Mario Prinoth compie la prima ripetizione della Larcher-Vigiani sulla parete sud-ovest della Marmolada nel 2005, nel 2009 l’apertura della via Comun General sui Maerins, e nel 2011 la ripetizione della via Battisti Weiss sullo Spiz de le Roe de Ciampié - Larsech. Condivide scalate in Marmolada e sulla Roda di Vael con l'alpinista britannico Tom Ballard, prematuramente venuto a mancare al Nanga Parbat nel 2019.

## Falesia
Nel seguente elenco sono riportate alcune delle realizzazioni più significative di Bruno Pederiva in falesia.

### Free solo
- 6b - 5.10d free solo
  - Caterpillar 6b (prima free solo) - Val San Nicolò (ITA) - 1983
- 6b/c - 5.10d/.11b free solo
  - Honky Tonky (prima free solo) - Spiaggia delle Lucertole - Torbole (ITA) - 1981

### Lavorato
- 7b/c - 5.12d/.12b
  - Tom e Jerry - Spiaggia delle Lucertole - Torbole (ITA) - 1983
- 8a - 5.13b: 
  - Flashdance - Val San Nicolò (ITA) - 1987
  - Ex express - Nomesino - Val di Gresta (ITA) - 1987
- 8a/b - 5.13b/.13d: 
  - Samarcanda - Val San Nicolò (ITA) - 1988
  - L’erede dell’orso - Val San Nicolò (ITA) - 1992
- 8b - 5.13d
  - Looping - Val San Nicolò (ITA) - 1988

## Vie lunghe
- Torre Pederiva 5°/6° Latemar - 1977
- Attraverso il Pesce - prima ripetizione con Manolo, Heiz e Luisa - 1984[5]
- Attraverso il Pesce prima Rotpunkt con Heinz - 1987
- Tuoni e Fulmini 7b/c - 5.12d/.12b -  Maerins Val San Nicolò prima Rotpunkt - 1984
- Terrore prima di sera 7b - 5.12d -  Val San Nicolò - 1984
- Comun general 7c - 5.12b - Maerins Val San Nicolò con Mario Prinoth - 2004
- Spigolo Maerin 8a+ - 5.13c - Maerins Val San Nicolò prima Rotpunkt - 2004
- Larcher-Vigiani 8a - 5.13b - Punta Penia Marmolada con Mario Prinoth - 2005[6]
- Weiss-Battisti 8a - 5.13b - Spitz de le Roe de Ciampié Larsech con Mario Prinoth - 2011[7]
- Giallo Dream 8a - 5.13b - Parete ovest della Torre Mezzaluna nel Gruppo della Vallaccia con Mario Prinoth - 2006[8]
- Weiss-Battisti 8a - 5.13b - Spitz de le Roe de Ciampié Larsech con Mario Prinoth - 2011[7]
- Rizzi-Gross 7b+ - 5.12c Spigolo Vallaccia - Cima Undici con Tom Ballard - 2018[9]

## Sci estremo
- Parete nord Marmolada 1976
- Parete nord ovest Marmolada 1977
- Parete nord Gran Vernel 1981
- Parete nord est Gran Vernel 1981
- Parete nord Roda di Vael 1982

Bruno Pederiva con gli sci ai piedi lungo la parete nord del Gran Vernel - 1981

Bruno Pederiva con Toni Valeruz sull'Eiger - 1983

- Parete nord est Eiger - Scudo Lauper, 1983
- Parete est Catinaccio d’Antermoia 1983
- Parete nord Cima Vermiglio 2006
- Parete sud est Ortles 2006